# Seth Svensson

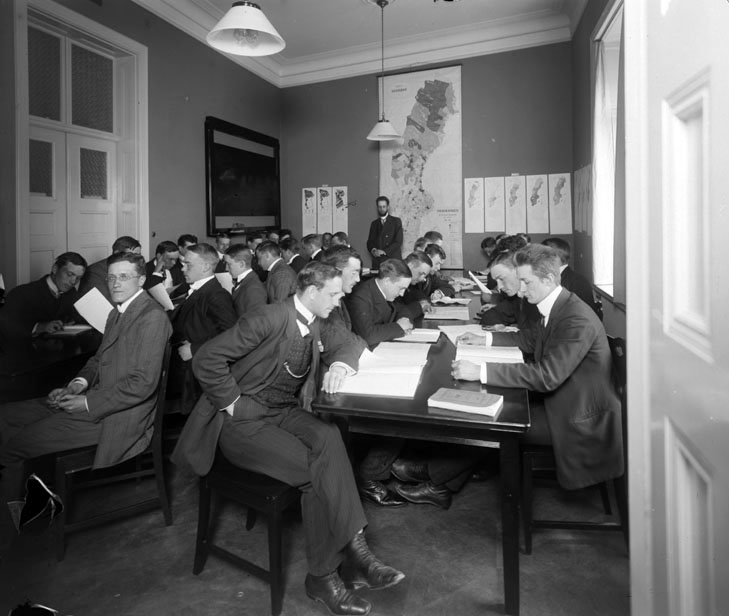
Seth Svensson under studietiden vid Handelshögskolan i Stockholm i Brunkebergs hotell. Svensson sitter vid vänstra bordet vänd mot kameran. Eli Heckscher, professor i nationalekonomi, statistik och senare ekonomisk historia, står längst bort vid kartan

Seth Adolf Svensson, född 2 januari 1889 i Björsäters församling i Östergötlands län, död 12 juli 1967 i Björsäters församling, var en svensk auktoriserad revisor.
Han avlade ekonomisk examen i den första kullen av utexaminerade från Handelshögskolan i Stockholm 1911 och grundade Föreningen Auktoriserade Revisorer 1923.

## Utbildning
Svensson avlade studentexamen 1907. Han avlade ekonomisk examen vid Handelshögskolan i Stockholm 1911 och erhöll titeln Diplomerad från Handelshögskolan i Stockholm (DHS). Han var med i den första kull studenter som utexaminerades från Handelshögskolan. Han gjord därefter en studieresa i Ryssland, som Handelshögskolans stipendiat.

## Karriär

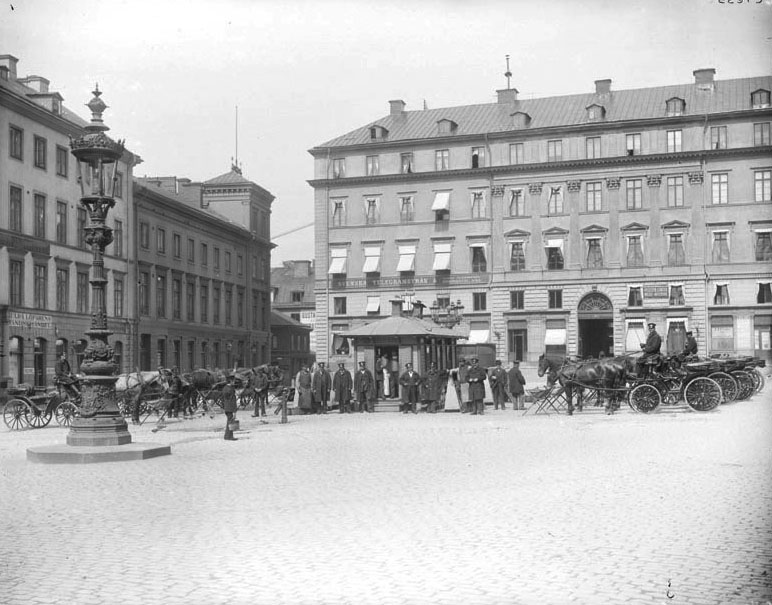
Svensson studerade och avlade ekonomisk examen vid Handelshögskolan i Stockholm, samt grundade FAR i dess lokaler, då högskolan låg i Brunkebergs hotell på Brunkebergs torg 2 på Norrmalm i Stockholm.

Svensson blev auktoriserad revisor 1919. Han blev medlem i Svenska försäkringsföreningen 1925.

### Grundade Föreningen Auktoriserade Revisorer 1923
1923 grundade Svensson, tillsammans med Lars Ture Bohlin och Oskar Sillén, Föreningen Auktoriserade Revisorer (idag FAR) i Handelshögskolan i Stockholms dåvarande lokaler i Brunkebergs hotell på Brunkebergstorg 2 i Stockholm. Sillén utsågs till FAR:s första ordförande, en befattning han behöll till 1941. Lars Thure Bohlin och Seth Svensson var studiekamrater från Handelshögskolan och båda med i den första kull studenter som utexaminerades från högskolan år 1911. Bohlin grundade 1923 Bohlins revisionsbyrå, idag känd som KPMG Bohlins. Oskar Sillén var professor i handel och bankväsen vid Handelshögskolan 1915-1933 och utsågs 1933 till Sveriges första professor i företagsekonomi, en tjänst han kom att ha i tjugo år till 1952. Alla tre verkade som auktoriserade revisorer och såg ett behov av en branschorganisation.

## Familj
Seth Svensson var son till August Svensson och Leontine Håckerström. Han förblev ogift.